# Epitaph für Conrad Schlanhof

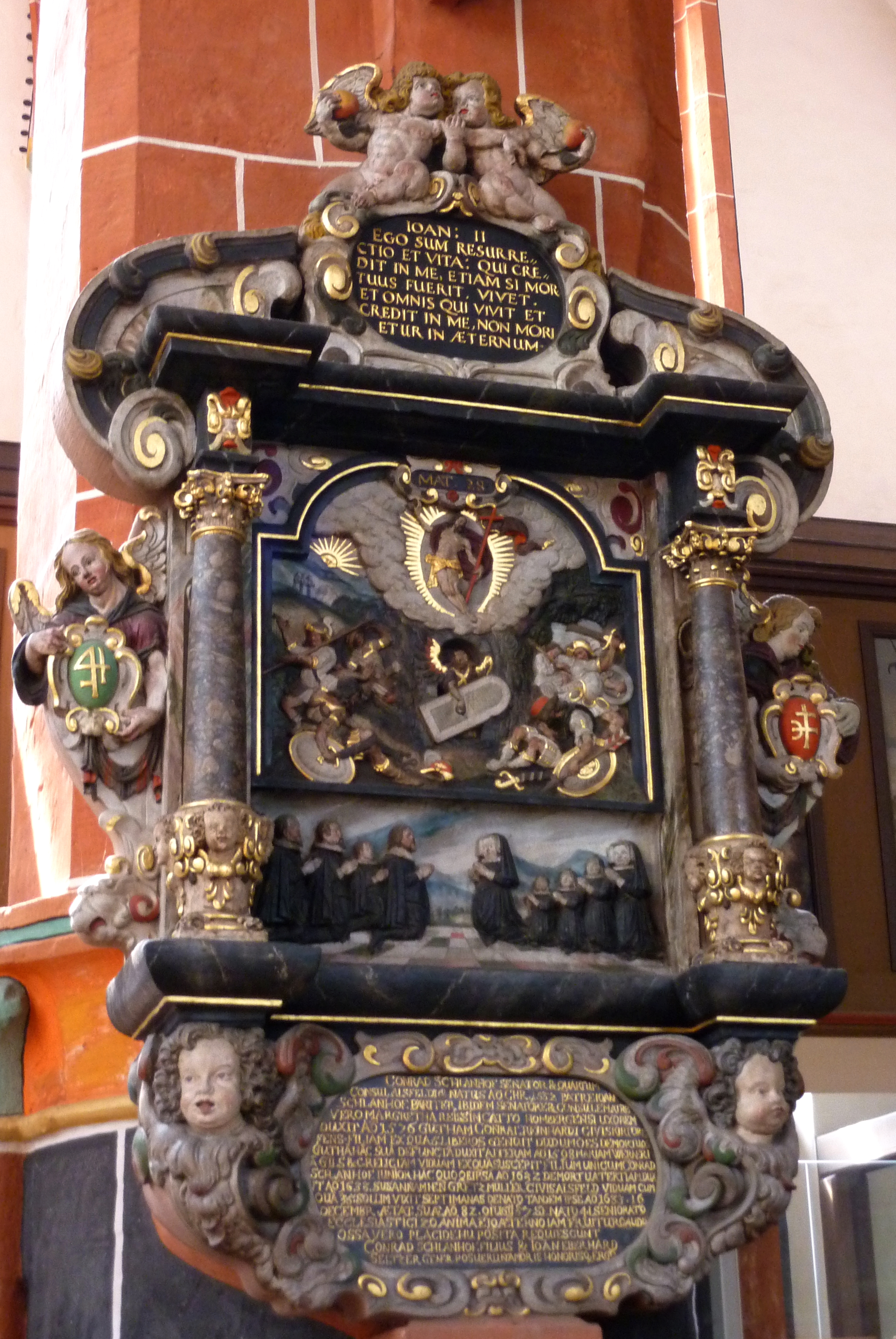
Epitaph für Conrad Schlanhof in der Walpurgiskirche in Alsfeld

Das Epitaph für Conrad Schlanhof befindet sich in der Walpurgiskirche in Alsfeld, einer Stadt im Vogelsbergkreis in Hessen. Das barocke Epitaph entstand im Jahr 1633.

## Bildfeld
Der Mittelteil des Epitaphs ist in eine barocke Architektur eingebettet, die unten von einer Basis und oben von einem profilierten Gesims begrenzt wird. Seitlich rahmen verzierte Säulen diesen Mittelteil. Im unteren Bereich sind die Mitglieder der Familie Schlanhof in kniender Andacht dargestellt. Darüber fasst ein profilierter Rahmen mit Segmentbogenschluss eine Auferstehungsszene nach Mt 28 .

## Inschriften
Über dem Bildfeld steht eine puttenbekrönte Kartusche mit dem lateinischen Text von Joh 11,25–26 .
Den unteren Abschluss bildet eine lateinische biografische Inschrift. Danach lebte Conrad Schlanhof von 1552 bis 1633 und war „Senator“ und „Consul“ sowie Kirchenältester in Alsfeld. Er heiratete dreimal, mit der letzten Frau – alle sind mit Namen und Lebensdaten aufgeführt – war er nur 35 Wochen bis zu seinem Tod verheiratet. Das Epitaph setzten ihm sein Sohn Conrad Schlanhof und sein Schwiegersohn Johann Eberhard Seltzer.

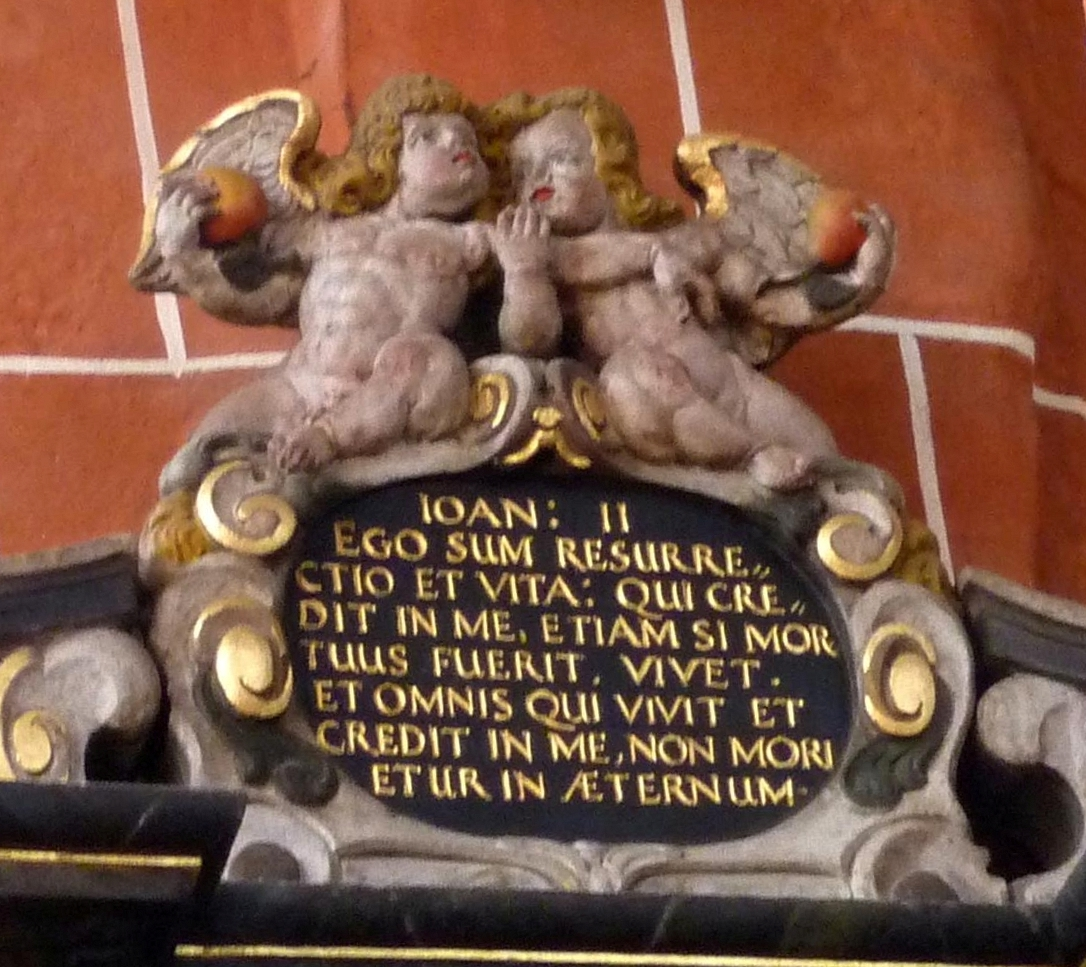
Biblische Inschrift
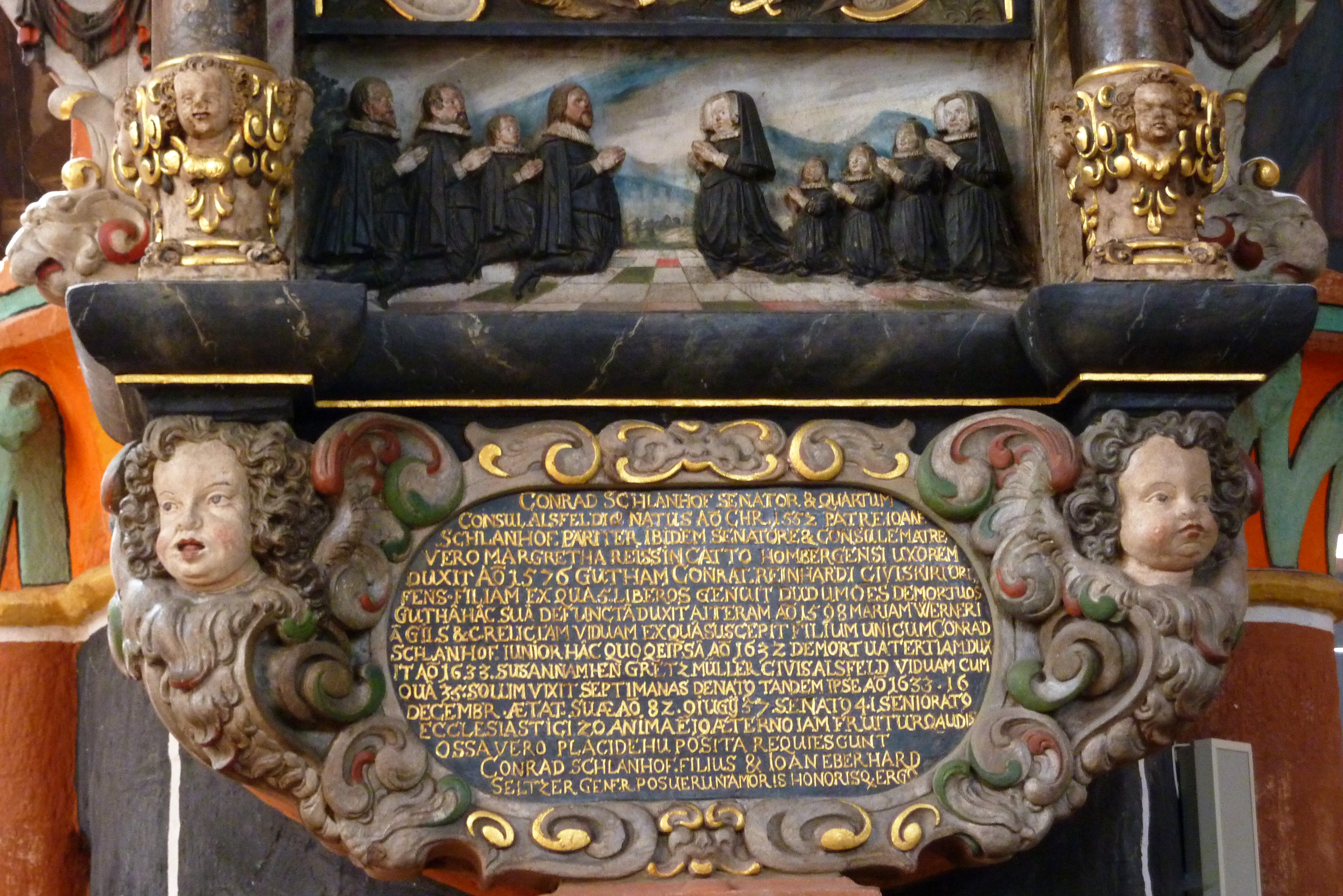
Biografische Inschrift